# Blomsterpikkere
Blomsterpikkere (Dicaeidae) er en Tribus af små, ofte farverige spurvefugle, som lever i Sydasien og Oceanien. Der er ca. 50 arter af blomsterpikkere fordelt i to slægter. De lever af insekter og bær. 

## Klassifikation
Tribus: Dicaeini
- Slægt: Prionochilus
- Slægt: Dicaeum